# Euterpeae
Die Euterpeae sind eine Tribus der Palmengewächse (Arecaceae).

## Merkmale
Die Vertreter der Euterpeae sind schlanke bis robuste Palmen, die keinen bis einen aufrechten Stamm haben. Die Blätter sind gefiedert, die Spitzen der Blättchen sind ganzrandig. Die Blätter können auch ganz-zweiteilig sein. Die Blattscheiden bilden meist einen Kronenschaft. Die Blütenstände stehen zwischen, seltener unter den Blättern. Sie sind einfach verzweigt, seltener ährenförmig. Die Blüten stehen im unteren Blütenstandsbereich in Triaden, weiter oben stehen männliche Blüten paarig oder einzeln. Weibliche Blüten haben freie Kronblätter, die im unteren Bereich dachziegelartig überlappen, weiter oben klappig zusammenstehen. Die Staminodien sind klein und nicht zu einem Ring verwachsen. Der Stempel ist pseudomonomer. Die Frucht hat ein glattes Exokarp.

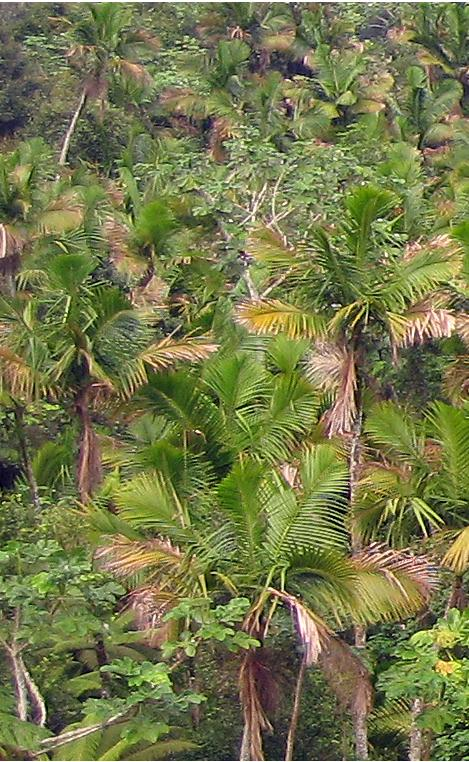
Prestoea acuminata

## Verbreitung
Die Vertreter kommen in feuchten Regenwäldern in Zentral- und Südamerika und der Karibik vor. Sie kommen von niedrigen bis hohen Seehöhen vor.

## Systematik
Die Euterpeae im Sinne von Dransfield et al. (2008) werden in den meisten Studien als natürliche Verwandtschaftsgruppe (Monophylum) identifiziert. Sie sind Teil der „Kern-Arecoideen“, ihre genaue systematische Stellung innerhalb der Arecoideae ist allerdings ungeklärt.   
Zur Tribus werden fünf Gattungen gezählt:
- Hyospathe Mart.
- Euterpe Mart.
- Prestoea Hook.f.
- Neonicholsonia Dammer
- Oenocarpus Mart.

## Belege
- John Dransfield, Natalie W. Uhl, Conny B. Asmussen, William J. Baker, Madeline M. Harley, Carl E. Lewis: Genera Palmarum. The Evolution and Classification of Palms. Zweite Auflage, Royal Botanic Gardens, Kew, 2008, ISBN 978-1-84246-182-2, S. 457.